# (5215) Tsurui
(5215) Tsurui es un asteroide perteneciente a la familia de Eunomia en el cinturón de asteroides, es un asteroide perteneciente al cinturón de asteroides, descubierto el 9 de enero de 1991 por Masanori Matsuyama y el también astrónomo Kazuro Watanabe desde el Kushiro Marsh Observatory, Hokkaido, Japón.

## Designación y nombre
Designado provisionalmente como 1991 AE. Fue nombrado Tsurui en homenaje a Tsurui un pequeño pueblo japonés situado a 20 km al norte de Kushiro en el este de Hokkaidō, ciudad de nacimiento de Kazuro Watanabe.

## Características orbitales
Tsurui está situado a una distancia media del Sol de 2,682 ua, pudiendo alejarse hasta 3,090 ua y acercarse hasta 2,273 ua. Su excentricidad es 0,152 y la inclinación orbital 14,12 grados. Emplea 1604,57 días en completar una órbita alrededor del Sol.
El próximo acercamiento a la órbita terrestre se producirá el 21 de diciembre de 2036.

## Características físicas
La magnitud absoluta de Tsurui es 11,6. Tiene 12 km de diámetro y su albedo se estima en 0,377.